# Ichthyosporea
Ихтиоспориды (лат. Ichthyosporea), или мезомицетозои (лат. Mesomycetozoea), — класс родственных животным протистов из клады заднежгутиковых. Описано более 40 видов, все они находятся в симбиотических (паразитизм, мутуализм, комменсализм) отношениях с животными.

## История изучения
Первым обнаружил и стал изучать американский биолог Джозеф Лейди. Сначала в 1849 году описал Enterobryus elegans, найденного им в кишечнике многоножки, а затем стал находить и в других членистоногих, считая их растениями. В течение XIX века было открыто ещё несколько представителей. До появление развитых методов молекулярной биологии, вплоть до конца XX века, систематическое положение оставалось неясным. В 1990-е гг. ихтиоспориды были определены как организмы, родственные грибам и животным. Сначала они получили название DRIP, по первым буквам четырёх исследованных родов (Dermocystidium, rosette agent (сейчас Sphaerothecum), Ichthyophonus, Psorospermium). Затем, в 1998 году Кавалир-Смит выделил их в класс Ichthyosporea, а в работах 2001 и 2002 гг. Mendoza L. и коллег было закреплено положение на филогенетическом древе заднежгутиковых как монофилетической группы под названием Mesomycetozoea.

## Общая характеристика
Сложный жизненный цикл, осмотрофный тип питания, размножение бесполое бинарным делением или фрагментацией плазмодия. В основном, обнаружены в водных организмах, как морских, так и пресноводных, хотя несколько видов и у наземных. В число этих организмов входят беспозвоночные, рыбы, амфибии, птицы, и млекопитающие (включая человека). 
В организм хозяина попадают главным образом через ротовое отверстие и заселяют кишечник, исключением являются различные представители из отрядов Eccrinales и Amoebidiales, которые живут в кишечнике или на поверхности внешнего скелета членистоногих. 
По ряду морфологических особенностей схожи с грибами: гифоподобные структуры, споры с клеточной стенкой, и одножгутиковые зооспоры.
Клетки обычно сферической или яйцевидной формы, часто с большой вакуолью или включением в центре, и толстой клеточной стенкой.

## Жизненный цикл
Жизненный цикл включает многоядерные и колониальные стадии. Ядра мезомицетозоев обладают свойством делиться синхронно, причём все ядра располагаются в поверхностном слое цитоплазмы, прямо под клеточной мембраной, что характерно для зародышей некоторых многоклеточных животных на ранних стадиях развития.
На некоторых стадиях жизненного цикла у них образуется клеточная стенка, но состоящая не из хитина, как у грибов, а из целлюлозы. Эти одноклеточные организмы способны выпускать ложноножки. Питаются они осмотрофно, то есть всасывая питательные вещества через клеточную мембрану. Есть морские мезомицетозои, есть паразиты человека, но большинство из них — паразиты разнообразных водных животных.

## Систематическое положение
Ichthyosporea — монофилетическая группа в составе заднежгутиковых. Ближайшими родственниками являются группы Filasterea и Corallochytrium (все три группы К. Михайлов и соавторы объединяют в одну монофилетическую группу Mesomycetozoea).